# Дудников, Николай Фёдорович
Николай Фёдорович Дудников (12 мая 1948 — 18 июля 2008) — известный писатель, краевед, журналист, собственный корреспондент «Российской газеты» по районам Крайнего Севера России. 

## Биография
Родился в селе Азовы Шурышкарского района Ямало-Ненецкого автономного округа, детство его прошло в селе Горки. Окончил Кемеровский государственный университет. Работал в газетах «Красный север», «Советское заполярье», «Тюменская правда», публиковался в журналах «Альманах», «Ямальский меридиан», «Урал» и «Уральский следопыт».
Известность писателю принесли книги «Мятежный Обдорск», «Мой дом — Север», «Медвежьи забавы» и «Концлагерь комариный». Заслуженный работник культуры Российской Федерации (1995). Является лауреатом Международной творческой премии, вручённой в Бонне (Германия), за сценарий к документальному фильму о поволжских немцах, сосланных на Ямал в годы Великой Отечественной войны.

## Отдельные издания
- Дудников, Н. Сказки тихого леса: сказки, рассказы / Н. Дудников. — М.: Вертикаль, 2006. — 160 с.
- Дудников, Н. Приключения лесного гномика / Н. Дудников. -М.: Пресском, Вертикаль, 2005. — 160 с.
- Дудников, Н. Кистью водит вдохновенье / Н. Дудников. -М.: Вертикаль, 2004. — 128 с.
- Дудников, Н. Концлагерь Комариный / Н. Дудников. — М.: Вилад, Прессверк, 2002. — 320 с.
- Дудников, Н. Ледовый материк / Н. Дудников. — М: Вилад, 2000. — 224 с.
- Дудников, Н. Медвежьи забавы: рассказы и сказки / Н. Дудников. — Пермь: Изд-во Кн. мир, 2000. — 142 с.
- Дудников, Н. Лающий волк рук не лижет / Н. Дудников. — М.: Вилад, 1999. — 160 с.
- Дудников, Н. На перекрестке метелей / Н. Дудников. — М.: Вилад, 1998. — 192 с.
- Дудников, Н. Мой дом Север: сказки, легенды. Т. 1 / Н. Дудников. — М.: Вилад, 1996. — 104 с.
- Дудников, Н. Мой дом Север: рассказы. Т. 2 / Н. Дудников. -М.: Вилад, 1996. — 128 с.
- Дудников, Н. Пуровский вариант: книга, посвященная 65-летию Пуровского района / Н. Дудников. — М.: Вилад, 1996. −158 с.
- Дудников, Н. Мятежный Обдорск / Н. Дудников. — М.: Изд-во МГАП Мир книги, 1995. — 272 с.
- Дудников, Н. Осетр-хвастун: зарисовки с натуры, сказки, легенды / Н.Дудников. — М., 1995. — 128 с.
- Дудников, Н. Семь лиственниц — выбор судьбы / Н. Дудников. -М., 1995.-160 с.

## Публикации в периодических изданиях
- Дудников, Н. Разведка идёт в горы / Н. Дудников // Тюм. известия. — 2007. — 29 марта. — С. 1-2.
- Дудников, Н. Салехард. Родина деликатесов / Н. Дудников // Тюм. известия. — 2007. — 27 марта. — С. 4.
- Дудников, Н. Арктика ждёт молодых / Н. Дудников // Тюм. известия. — 2007. — 22 февр. — С. 9.
- Дудников, Н. Лики Севера / Н. Дудников // Тюм. известия. −2007. — 22 февр. — С. 1.
- Дудников, Н. Караоке в чуме / Н. Дудников // Тюм. известия. −2007.-1 февр.-С. 1,10.
- Дудников, Н. Шубы от ямальских мастериц / Н. Дудников // Тюм. известия. — 2006. — 12 сент. — С. 1,3.
- Дудников, Н. Крутыми маршрутами касланий / Н. Дудников // Тюм. известия. — 2006. — 7 сент. — С. 20.
- Дудников, Н. Олешек считали не считая / Н. Дудников // Сов. Заполярье. — 2006. — 22 июля. — С. 12.
- Дудников, Н. Индуиты. Коренные северяне? / Н. Дудников // Тюм. известия. — 2006. — 12 июля. — С. 6.
- Дудников, Н. Из хулиганов — кадеты: уникальная школа для учеников любого возраста открылась в Ямало-Ненецком автономном округе / Н. Дудников // Российская газета. — 2005. — 1 февр.
- Дудников, Н. Город дочери солнца / Н. Дудников // Тюм. известия. — 2005. — 14 янв. — С. 2.
- Дудников, Н. Прочие расходы: Президиум Госсовета соберётся прямо на Северном полярном круге / Н. Дудников, Е. Добрынина // Рос. газета. — 2004. — 28 апр. — С. 3.
- Дудников, Н. Национальный продукт в консервированном виде / Н. Дудников // Рос. газета. — 2004. — 28 янв. — С. 9.
- Дудников, Н. «Не выучить её предмет нельзя» / Н. Дудников // Северяне. — 2003. — № 2. — С. 20.
- Дудников, Н. Золото партии: Подшибякин утопил свою медаль в чистом спирте, желая проверить её на подлинность / Н. Дудников // Тюм. известия. — 2000. — 25 окт.
- Дудников, Н. Бег волчьей стаи / Н. Дудников // Ямал — сокровищница России. — 1997. — № 4. — С. 38.
- Дудников, Н. Под знаком Большой медведицы: главы из докум.-худож. повести / Н. Дудников // Красный Север. — 1987. — 22 мая.
- Дудников, Н. Последний перелет: отрывок из повести / Н. Дудников // Красный Север. — 1986. — 7 июня.
- Дудников, Н. Тайный пугор / Н. Дудников // Красный Север. −1984. -№ 198, 200—203, 205—208, 211—212.
- Дудников, Н. Ванюшкин самородок: рассказ / Н. Дудников // Красный Север. — 1978. — 1 апр.

## Публикации о жизни и творчестве
- Маркова, И. И. Дудников Николай Фёдорович / И. И. Маркова // Ямал: энциклопедия ЯНАО: в 3-х т. — Салехард: Изд-во Тюм. гос. унта, 2004.-Т. 1.-С. 279.
- Камитов, В. Неиссякаемый родник / В. Камитов // Их приворожил Север / сост. Р. Ругин. — Екатеринбург: Сред.-Урал. кн. изд-во, 2000. -С. 152—164.
- Афанасьев, Ю. «Концлагерь Комариный» / Ю. Афанасьев // Крас¬ ный Север. — 2003. — 28 авг. — С. 24. Дорофеева, У. Николай Федорович Дудников / У. Дорофеева // Вест. Заполярья. — 2003. — 30 апр.
- Конончук, Г. «И мы Отчизне посвятим…, или Тяп-ляп…» — 2 / Г. Конончук // Красный Север. — 2001. — 12 апр.
- Конончук, Г. И мы Отчизне посвятим…, или Тяп-ляп-получите! / Г. Конончук // Красный Север. — 2001. — 1 марта.
- Канева, Н. На сцене — книга / Н. Канева // Полярный круг. — 2001.-15февр.
- Александров, А. Не могу и не хочу быть равнодушным / А. Александров // Правда Севера. — 2001. — 10 февр.
- Полонская, Г. Звено, связующее две культуры / Г. Полонская // Сев. луч. — 2001. — 9 февр.
- Баева, В. В чем ошибка рыжего короля, или Творческий поиск земляков / В. Баева // Полярный круг. — 2001. — 1 февр.
- Шонина, Н. Встречи в «Ледовом материке» / Н. Шонина // Сов. Заполярье. — 2001. — 25 янв.
- Айболит Ямальской тундры // Ямал, меридиан. — 1999. — № 3. — С. 13.